# Christina Chong
Christina Chong (Enfield, 18 september 1983) is een Britse actrice en zangeres.

## Biografie
Chong werd geboren in Enfield, een Engels district in de regio Groot-Londen, op 18 september 1983 als dochter van een Chinese vader en een Britse moeder. Ze groeide op in Broxbourne. Na de scheiding van haar ouders verhuisde haar moeder samen met haar zes kinderen naar Longridge.
Chong begon op vierjarige leeftijd met dansen. Op veertienjarige leeftijd werd ze toegelaten tot de Italia Conti Academy of Theatre Arts in Londen, waar ze vijf jaar later afstudeerde. Na haar afstuderen kreeg ze in 2003 een rol in Elton Johns musical Aida. Toen een blessure een einde maakte aan haar carrière in het musicaltheater, koos ze voor een acteercarrière en volgde ze 18 maanden lang een opleiding aan het Lee Strasberg Theatre and Film Institute in New York. Terug in Londen vond ze moeilijk werk, afgezien van een paar kleine bijrollen en reclamespotjes. Om rond te komen gaf ze acteerlessen en was ze mede-eigenaar van het Chinese restaurant van haar vader.
In 2011 brak Chong door met bijrollen in de films W.E. en Johnny English Reborn en tv-optredens in de Doctor Who-aflevering "A Good Man Goes to War" en een vaste rol in de medische serie Monroe. In de daaropvolgende drie jaar had ze vaste rollen en gastrollen in diverse Britse en Amerikaanse tv-series. In 2015 had ze een kleine rol in Star Wars: The Force Awakens, maar haar scènes belandden op de vloer van de montagekamer.
Sinds 2022 heeft ze een vaste rol in de tv-serie Star Trek: Strange New Worlds als La'an Noonien-Singh, een afstammelinge van Khan Noonien Singh.
In augustus 2023 bracht ze haar eerste EP uit, "Twin Flames".